# Каштаньєйру
Каштаньєйру (порт. Castanheiro; МФА: [kɐʃ.tɐ.ˈɲɐj.ɾu]) — парафія в Португалії, у муніципалітеті Карразеда-де-Ансіайнш. Розташована в північно-східній частині країни, на теренах історичної португальської провінції Трансмонтана. Входить до складу округу Браганса. За адміністративним поділом, чинним до 1976 року, терени парафії були складовою провінції Трансмонтана і Верхнє Дору. Належить до Брагансько-Мірандської діоцезії Католицької церкви. Патрон — святий Власій. Площа — 13,6643 км². Населення — 427 ос. (2011). Слабо урбанізований регіон. Густота населення — 31,25 осіб/км²
. Код — 040305.

## Населення
| Кількість мешканців | Кількість мешканців | Кількість мешканців | Кількість мешканців | Кількість мешканців | Кількість мешканців | Кількість мешканців | Кількість мешканців | Кількість мешканців | Кількість мешканців | Кількість мешканців | Кількість мешканців | Кількість мешканців | Кількість мешканців | Кількість мешканців |
| ------------------- | ------------------- | ------------------- | ------------------- | ------------------- | ------------------- | ------------------- | ------------------- | ------------------- | ------------------- | ------------------- | ------------------- | ------------------- | ------------------- | ------------------- |
| 1864                | 1878                | 1890                | 1900                | 1911                | 1920                | 1930                | 1940                | 1950                | 1960                | 1970                | 1981                | 1991                | 2001                | 2011                |
| 941                 | 890                 | 1 052               | 1 098               | 1 111               | 1 003               | 1 210               | 1 306               | 1 364               | 1 074               | 849                 | 962                 | 761                 | 586                 | 427                 |